# Nerman Fatić
Nerman Fatić (Sarajevo, Bosnia y Herzegovina; 24 de octubre de 1994) es un tenista profesional bosnio. Su mejor posición en el ranking ATP fue la 191º en la actualización del 7 de agosto de 2023. En individuales ganó dos torneos Challenger y seis ITF. 
Ganó el Challenger de Sibiu el año 2022 tras superar a su compatriota Damir Džumhur por 6-3, 6-4 y en semifinales vencer al primer sembrado, Federico Coria, 71° de la clasificación en ese momento, por 4-6, 6-4, 6-3. Al año siguiente revalidó su título en suelo rumano luego de ganarle otra vez a Džumhur en la final por 6-2, 6-4.

## Títulos Challenger (2; 2+0)

### Individuales (2)
| N.º | Fecha                    | Torneo    | Superficie    | Oponente en la final | Resultado |
| --- | ------------------------ | --------- | ------------- | -------------------- | --------- |
| 1.  | 25 de septiembre de 2022 | Sibiu     | Tierra batida | Damir Džumhur        | 6–3, 6-4  |
| 2.  | 24 de septiembre de 2023 | Sibiu (2) | Tierra batida | Damir Džumhur        | 6–2, 6-4  |